# 1803
| 1803               |
| ------------------ |
| Dødsfald - Fødsler |
| • Begivenheder     |

| Gregoriansk kalender | 1803 MDCCCIII           |
| Ab urbe condita      | 2556                    |
| Armensk kalender     | 1252 ԹՎ ՌՄԾԲ            |
| Kinesiske kalender   | 4499 – 4500 壬戌 – 癸亥 |
| Etiopisk kalender    | 1795 – 1796             |
| Jødisk kalender      | 5563 – 5564             |
| Hindukalendere       |                         |
| - Vikram Samvat      | 1858 – 1859             |
| - Shaka Samvat       | 1725 – 1726             |
| - Kali Yuga          | 4904 – 4905             |
| Iransk kalender      | 1181 – 1182             |
| Islamisk kalender    | 1218 – 1219             |

Året 1803 startede på en lørdag.
Konge i Danmark: Christian 7. 1766-1808
Se også 1803 (tal)

## Begivenheder

### Udateret
- Den første maratha-krig (i Indien) begynder. Den varer til 1805.
- Napoleonskrigene genoptages, da Storbritannien erklærer Frankrig krig.
- Lolland-Falsters Stift udskilles fra Fyens Stift

### Januar
- 1. januar - Slavehandel forbydes i Danmark, da "Forordning om Neger-Handelen" (fra 1792) træder i kraft, og slaveimport til de Dansk-Vestindiske øer dermed forbydes (og det ene ben af den danske del af trekantshandelen forsvinder)

### Februar
- 13. februar – Folketælling i Hertugdømmerne

### Marts
- 1. marts – Ohio bliver optaget som USA's 17. stat

### April
- 30. april - Frankrig sælger Louisiana til USA

### December
- 20. december - USA køber Louisiana-territoriet af Frankrig

## Født
- 5. december – Fjodor Tjuttsjev, russisk digter
- 11. december – Hector Berlioz, fransk komponist.
- 16. oktober – Robert Stephenson, engelsk ingeniør. Arbejder mest med bygning af jernbaner og broer, men hjælper dog også sin fader George Stephenson med at bygge det berømte lokomotiv "The rocket". Selv bygger han broer over det meste af verden. Han dør i 1859.
- Ralph Waldo Emerson, digter